# Colapso de la función de onda
En mecánica cuántica, el colapso de la función de onda ocurre cuando una función de onda (inicialmente en  superposición cuántica de varios eigenstates) se reduce a un simple estado (eigenstates) debido a una interacción con el mundo externo. En ese sentido (en esos casos), tal interacción es denominada una observación, considerada la esencia de una medición en mecánica cuántica. La observación conecta la función de onda con las observables en la física clásica, tales como posición y momentum. El colapso es uno de los dos procesos por los cuales los sistemas cuánticos evolucionan en el tiempo; el otro puede considerarse la evolución continuada gobernada por la ecuación de Schrödinger.[1] El colapso es una caja negra para una interacción termodinámicamente irreversible, con un ambiente clásico.
El colapso de la función de onda es un proceso físico relacionado con el problema de la medida, observado en la mecánica cuántica, consistente en la variación abrupta del estado de un sistema después de haber obtenido una medida.
La naturaleza de dicho proceso es intensamente discutida en diferentes interpretaciones de la mecánica cuántica. Algunos autores sostienen que el proceso de decoherencia cuántica de hecho podría explicar cómo aparentemente el estado de un sistema «colapsa» de acuerdo con el postulado IV de la mecánica cuántica, aunque realmente el sistema formado por el sistema cuántico más el resto de universo, incluyendo el aparato de medida, no ha sufrido efectivamente un «colapso». En esta interpretación el colapso sería aparente, mientras que la función de onda global del universo habría seguido evolucionando de manera unitaria.

## Introducción
El aspecto no local de la naturaleza sugerido por el teorema de Bell, se ajusta a la teoría cuántica por medio del colapso de la función de onda, que es un cambio repentino y global de la función de onda como sistema. Se produce cuando alguna parte del sistema es medida, observada, o determinada, por tanto. Es decir, cuando se hace una observación/medición del sistema en una región, la función de onda varía instantáneamente, y no solo en esa región de la medida sino en cualquier otra por muy distante que esté.
En la interpretación de Copenhague, este comportamiento se considera natural en una función que describe probabilidades. Puesto que las probabilidades dependen de lo que se conoce como el sistema, si el conocimiento que se tiene del sistema cambia como consecuencia del resultado de una observación, en ese caso la función de probabilidad deberá cambiar. Por esta razón, ante el aumento de información, un cambio de la función de probabilidad en una región distante es normal incluso en la física clásica. Refleja el hecho de que las partes de un sistema están correlacionadas (entre sí), y, por lo tanto, un incremento de la información aquí está acompañado por un incremento de la función del sistema en cualquier otra parte. Sin embargo en la teoría cuántica este colapso de la función de onda es tal, que aquello que ocurre en un lugar distante, en muchos casos, tiene que depender de lo que el observador eligió observar. Lo que uno ve allí depende de lo que yo hago aquí (y viceversa). Este es un efecto completamente no-local, no-clásico (véase entrelazamiento cuántico).